# Cmentarz żydowski na Czekaju w Rzeszowie

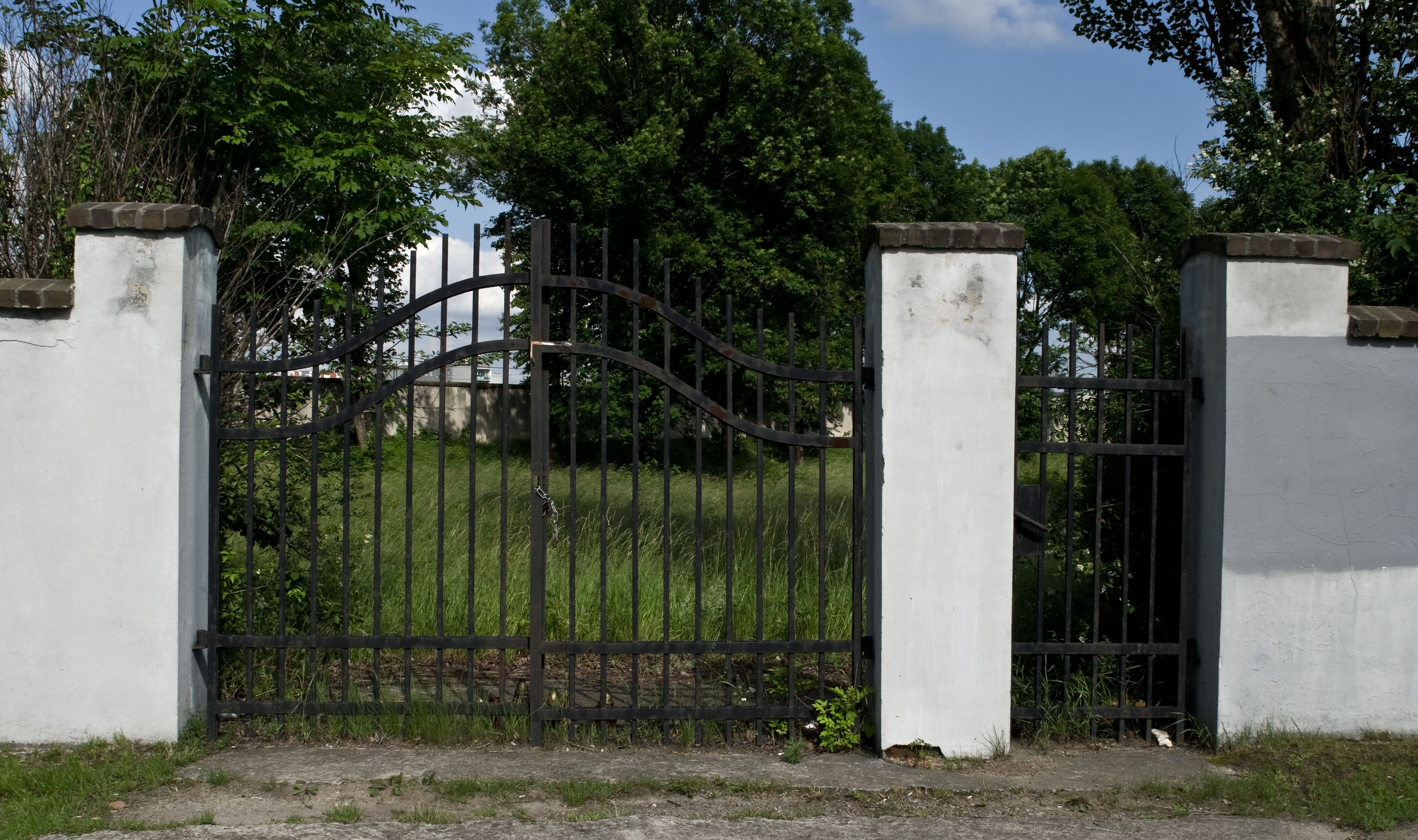
Główna brama cmentarza

Cmentarz żydowski na Czekaju w Rzeszowie czasami też Nowy cmentarz żydowski w Rzeszowie – kirkut w Rzeszowie przy Alei Rejtana założony w 1849. Ma powierzchnię 2,5 ha i można w nim wyróżnić części starszą i nowszą. Cmentarz został doszczętnie zdewastowany podczas II wojny światowej. Liczne nagrobki zostały wykorzystane do wybrukowania rzeszowskich ulic Asnyka, Szopena i innych oraz rynku w Tyczynie. Zachowały się 754 nagrobki, w przeważającej większości wyłamane (leżące). Najstarsza zachowana macewa pochodzi z 1851.
Na tutejszym grobie Żydów pomordowanych podczas Holokaustu znajduje się obelisk, ufundowany w 1947 przez ocalonych Żydów rzeszowskich. W 1986 przeprowadzono prace porządkowe oraz odbudowano ogrodzenie.